# ديسبوتية إبيروس
ديسپوتية إپيروس أو إمارة إپيروس (باليونانية القديمة:Δεσποτάτο της Ηπείρου) كانت إحدى الولايات الوراثية عن الإمبراطورية البيزنطية والتي ظهرت إثر الحملة الصليبية الرابعة في 1204م. ادعت بأنها الوريث الشرعي للإمبراطورية البيزنطية سوية مع الإمبراطورية النيقية البيزنطية، وإمبراطورية طرابزون البيزنطية.
كانت عاصمتها مدينة آرتا ودامت سيطرتها من العام 1205م حتى العام 1479م.

## أصل التسمية وانتشارها
كان لقب «ديسپوت» (باليونانية: δεσπότης)(بالإنجليزية: Despot) لقبًا بارزًا في الدولة البيزنطية يُمنح لأبناء أو أبناء زوج الأباطرة الحاكمة، وكان يشير في البداية إلى وريث الإمبراطور البيزنطي.
من بيزنطة انتشر لقب «ديسپوت» في جميع أنحاء البلقان أواخر العصور الوسطى، ومُنح أيضا في الولايات الخاضعة للتأثير الثقافي البيزنطي مثل:
- الإمبراطورية اللاتينية.
- الإمبراطورية البلغارية الثانية.
- الإمبراطورية الصربية والولايات التي خلفتها من بعدها.
- وإمبراطورية طرابزون.

ومع التشرذم السياسي في هذه الفترة، أدى المصطلح إلى ظهور العديد من الإمارات التي يحكمها «ديسپوت» وأصبحت تُسمى «ديسپوتية»، والتي حكمت إما كدول مستقلة أو كملاحق لأمراء يحملون لقب «ديسپوت».

### من أبرز الديسپوتيات
- ديسبوتية إپيروس.
- ديسبوتية المورة.
- ديسبوتية الصرب.

## التأسيس
تأسست دولة إبيروس عام 1205 على يد ميخائيل كومنينوس دوكاس، وهو ابن عم الإمبراطورين البيزنطيين إسحق الثاني أنجيلوس، وألكسيوس الثالث أنجيلوس. في بادئ الأمر، دخل ميخائيل في حلف مع بونيفاس الأول ماركيز مونفيراتو، ولكنه توجه إلى إبيروس على إثر خسارته شبه جزيرة المورة (البيلوبونيز) لصالح الفرنجة في معركة بستان زيتون كونتوراس، وهناك اعتبر نفسه الحاكم البيزنطي لمقاطعة نيكوبوليس القديمة، وثار على بونيفاس. سرعان ما أصبحت إبيروس الملاذ الجديد للعديد من اللاجئين القادمين من القسطنطينية وثيساليا والبيلوبونيز، ووصِف ميخائيل بنوح الثاني، نظرًا لأنه أنقذ الناس من الطوفان اللاتيني. لم يعتبره بطريرك القسطنطينية يوحنا العاشر كاماتيروس خلفًا شرعيًا، بل التحق بثيودور الأول لاسكاريس في نيقية، وبدلًا من ذلك، اعترف ميخائيل بسلطة البابا إينوسنت الثالث على إبيروس، وقطع العلاقات مع الكنيسة الأرثوذكسية الشرقية.
طالب هنري دي فلاندرز ميخائيل بالخضوع للإمبراطورية اللاتينية، فامتثل لذلك، ولو من الناحية الشكلية على الأقل، وذلك من خلال السماح لابنته بالزواج من شقيق هنري، يوستاس في عام 1209. لم يحترم ميخائيل هذا الحلف، فقد افترض أن جل أراضي إبيروس الجبلية ستكون عصية على الاختراق في وجه أي لاتيني كان قد دخل معه في أحلاف ونقضها. وفي غضون ذلك، طالب أقرباء بونيفاس المنحدرون من مونفيراتو بعرش إبيروس، ودخل ميخائيل في حلف مع البنادقة في عام 1210، وهاجموا مملكة سالونيك الواقعة تحت حكم بونيفاس. أصدر البابا إينوسنت الثالث أمرًا بحرمانه كنسيًا ردًا على ذلك. وكان هنري قد أجبر ميخائيل على تجديد حلفه الاسمي معه في وقت لاحق من ذلك العام.
وضع ميخائيل نصب عينيه الاستيلاء على بلدات أخرى مهمة إستراتيجيًا تقع تحت سيطرة اللاتينيين، بما في ذلك لاريسا وديرهاخيوم، وكذلك بسط سيطرته على الموانئ المطلة على خليج كورنث. وفي عام 1214، استولى على جزيرة كركيرا (كورفو) من البندقية، ولكنه اغتيل في وقت لاحق من نفس العام، وخلفه ثيودور، وهو أخوه غير الشقيق.

## الصراع مع نيقية وبلغاريا
سارع ثيودور كومنينوس دوكاس إلى مهاجمة سالونيك، وحارب البلغار في طريقه إليها. توفي هنري دي فلاندرز أثناء توجهه لشن هجوم مضاد، وألقى ثيودور القبض على خليفته بيتر من كورتيناي سنة 1217، ويرجح أنه أعدمه. انزلقت الإمبراطورية اللاتينية نحو الفوضى بعد خسارتها معركة بويمانينون أمام النيقيين، ولم تستطع الحيلولة دون استيلاء ثيودور على سالونيك في عام 1224. وهكذا تحدى ثيودور نيقية على اللقب الإمبراطوري، وتوج نفسه إمبراطورًا، وأسس إمبراطورية سالونيك قصيرة الأمد. وصل ثيودور إلى أدريانوبل واستردها من إمبراطور نيقية يوحنا الثالث دوكاس فاتاتزس بعدما استولى عليها عام 1225. كذلك فقد دخل ثيودور في حلف مع البلغار، وطرد اللاتين من تراقيا. وفي عام 1227، توج ثيودور نفسه إمبراطورًا على بيزنطة، إلا أن معظم اليونانيين، ولا سيما البطريرك في نيقية، لم يعترفوا به.
نقض ثيودور الهدنة مع بلغاريا في عام 1230، آملًا الإطاحة بإيفان آسين الثاني، الذي منعه من مهاجمة القسطنطينية. ألحق إمبراطور البلغار الهزيمة بثيودور في معركة كلوكوتنيتسا (بالقرب من مدينة هاسكوفو في بلغاريا)، وأسره ثم فقأ عينيه. تقلد شقيقه، مانويل كومنينوس دوكاس، مقاليد السلطة في سالونيك، ولكن سرعان ما انفصلت إبيروس خلال عهد ميخائيل الثاني كومنينوس دوكاس، وهو سليل ميخائيل الأول غير الشرعي. بادر مانويل إلى منح ميخائيل لقب ديسبوت (سيد)، وهو ما جعل ميخائيل أول حاكم لإبيروس يحمل هذا اللقب، وذلك في إشارة إلى تبعيته الاسمية لسالونيك، بيد أن ميخائيل كان يتمتع باستقلال تام في واقع الأمر، وهو ما برهنه باستيلائه على كورفو نحو عام 1236. أطاح ثيودور بشقيقه مانويل في إمبراطورية سالونيك المتهالكة بعد أن أطلق سراحه في عام 1237، ونصب نجله يوحنا كومنينوس دوكاس حاكمًا على سالونيك.

## الولاية النيقية والبيزنطية
لم تستعد سالونيك نفوذها بعد معركة كلوكوتنيتسا. فقد خسر ديميتريوس أنجيلوس دوكاس، وهو ابن ثيودور الأصغر، سالونيك لصالح نيقية عام 1246، ودخل ميخائيل الثاني ديسبوت إبيروس في حلف مع اللاتين ضد النيقيين. كان إمبراطور نيقية يوحنا الثالث دوكاس فاتاتزس قد أجبر ميخائيل على الاعتراف به كإمبراطور في عام 1248. وبالمقابل، فقد اعترف بميخائيل كديسوت في إبيروس بصورة رسمية. وتزوجت ماريا، وهي حفيدة فاتاتزس، من نيكيفوروس نجل ميخائيل في وقت لاحق (عام 1256)، غير أنها توفيت في عام 1258. كذلك تزوجت ابنة ميخائيل، آنا، من ويليام الثاني أمير أخايا في عام 1248، وقرر ميخائيل احترام هذا الحلف على حساب التزاماته تجاه فاتاتزس، ولكن مني هذين الحليفين بالهزيمة في النزاع الذي أعقب ذلك في معركة بيلاجونيا عام 1259.
تحالف الإمبراطور ثيودور الثاني لاسكاريس مع ميخائيل الثاني، وتزوج طفليهما بالنهاية عام 1256، بعد أن رتب يوحنا للأمر قبل سنوات، وذلك مقابل حصول ثيودور على ديرهاخيوم. لم يقبل ميخائيل بالتنازل عن هذه الأرض، وثار في عام 1257، ودحر جيشًا نيقيًا بقيادة جورج أكروبوليتس. وبينما كان ميخائيل يزحف نحو سالونيك، هاجمه مانفريد ملك صقلية الذي غزا ألبانيا وكركيرا، غير أن ميخائيل سارع إلى التحالف معه من خلال تزويج ابنته هيلينا له. وفي أعقاب وفاة ثيودور الثاني، دخل كل من ميخائيل ومانويل وويليام الثاني في حرب مع إمبراطور نيقية الجديد ميخائيل الثامن باليولوج. كان هذا التحالف غير مستقر إلى حد كبير، ووقع ويليام في الأسر في معركة بيلاجونيا الكارثية لعام 1259. استمر ميخائيل الثامن إلى أن استولى على مدينة آرتا، وهي عاصمة ميخائيل الثاني، ولم يبقَ لدى إبيروس سوى مدينتي يوانينا وفونيتسا. استُعيدت آرتا عام 1260، حين كان ميخائيل الثامن منشغلًا بحملته ضد القسطنطينية.

## الغزوات الإيطالية
عاد ميخائيل الثامن يضايق إبيروس بين الفينة والأخرى بعدما استعاد السيطرة على حدود الإمبراطورية عند القسطنطينية عام 1261. وأجبر نيكيفوروس، وهو نجل ميخائيل، على الزواج من ابنة أخيه، آنا باليولوجينا قانتاقوزن عام 1265. اعتبر ميخائيل إبيروس دولةً تابعةً، وذلك بالرغم من أن ميخائيل الثاني ونيكيفوروس استمرا في التحالف مع أمراء آخايا ودوقات أثينا. وفي عام 1267، استولى شارل أنجو على جزيرة كركيرا ومعظم إبيروس، وتوفي ميخائيل الثاني في عام 1267 أو عام 1268. لم يحاول ميخائيل الثامن ضم إبيروس بصورة مباشرة، وسمح لنيكيفوروس الأول بخلافة والده ومواجهة شارل، الذي استولى على ديرهاخيوم عام 1271. وفي عام 1279، دخل نيكيفوروس في حلف مع شارل ضد ميخائيل الثامن، وقبِل أن يصبح تابعًا له. خسر نيكيفوروس ألبانيا لصالح البيزنطيين على إثر الهزيمة التي مني بها شارل بعد ذلك بفترة وجيزة.
جدد نيكيفوروس حلفه مع القسطنطينية في عهد أندرونيكوس الثاني باليولوج ابن ميخائيل الثامن. غير أن نيكيفوروس أُقنِع بالدخول في حلف مع شارل الثاني ملك نابولي في عام 1292، وذلك بالرغم من الهزيمة التي ألحقها أسطول أندرونيكوس بشارل. زوّج نيكيفوروس ابنته من سليل شارل، فيليب الأول من تارانتو، وباع السواد الأعظم من أراضيه له. وعقب وفاة نيكيفوروس في نحو عام 1297، تزايد النفوذ البيزنطي تحت حكم أرملته آنا، وهي ابنة عم أندرونيكوس، والتي حكمت كوصية على العرش بالنيابة عن ابنها الصغير، توما الأول كومنينوس دوكاس.